# Selenisa
Selenisa is een geslacht van vlinders van de familie spinneruilen (Erebidae), uit de onderfamilie Calpinae.

## Soorten
- S. agna Druce, 1890
- S. dimidiaria Mabille, 1893
- S. humeralis Walker, 1857
- S. lacia Druce, 1890
- S. lanipes Guenée, 1852
- S. monogonia Hampson, 1926
- S. monotropa Grote, 1876
- S. projiciens Hampson, 1926
- S. semiscripta Mabille, 1893
- S. specifica Möschler, 1880
- S. suero Cramer, 1777
- S. sueroides Guenée, 1852
- S. translineata Walker, 1869